# (8640) Ritaschulz
(8640) Ritaschulz ist ein Asteroid des mittleren Hauptgürtels, der am 6. November 1986 von dem US-amerikanischen Astronomen Edward L. G. Bowell an der Anderson Mesa Station (IAU-Code 688) des Lowell-Observatoriums im Coconino County, Arizona entdeckt wurde.
Mittlere Sonnenentfernung (große Halbachse), Exzentrizität und Neigung der Bahnebene des Asteroiden entsprechen grob der Dora-Familie, einer Gruppe von Asteroiden, die nach (668) Dora benannt ist. Dora-Asteroiden haben jedoch eine eher dunkle Oberfläche und sind spektroskopisch C- und Ch-Asteroiden. Nach der SMASS-Klassifikation (Small Main-Belt Asteroid Spectroscopic Survey) wurde bei einer spektroskopischen Untersuchung von Gianluca Masi, Sergio Foglia und Richard P. Binzel bei (8640) Rita hingegen von einer hellen Oberfläche ausgegangen, es könnte sich also, grob gesehen, um einen S-Asteroiden handeln.
(8640) Ritaschulz wurde am 23. Mai 2000 auf Vorschlag der Astronomin Maria A. Barucci nach der deutschen Astrophysikerin Rita Schulz benannt.